# قاسم‌آباد (خرم‌آباد)
قاسم‌آباد روستایی از توابع بخش مرکزی شهرستان خرم‌آباد در استان لرستان ایران است.در اولین سرشماری و ثبت نام های مناطق شهری و روستایی رسمی سال 1318 به دلیل حضور یک خانواده بزرگ در این منطقه به نام قاسم فرزند عینعلی که بعدها عنوان فامیلی عینی را انتخاب کردند ، نام روستا به احترام ایشان قاسم آباد ثبت شد و هم اکنون این منطقه را قاسم آباد سراب تلخ می نامند .

## جمعیت
این روستا در دهستان رباط قرار دارد و براساس سرشماری مرکز آمار ایران در سال 1395، جمعیت آن 233 نفر (40 خانوار) بوده‌است.